# Biniville
Ne doit pas être confondu avec Biville.
Biniville est une commune française, située dans le département de la Manche en région Normandie, peuplée de 116 habitants.

## Géographie
La commune est au sud de la péninsule du Cotentin. Son bourg est à 7 km au nord-est de Saint-Sauveur-le-Vicomte, à 10 km au sud de Valognes, à 12 km au sud-est de Montebourg, à 13 km à l'ouest de Sainte-Mère-Église et à 14 km au sud-ouest de Bricquebec.
| Golleville     | Colomby            | Colomby            |
| Golleville     | Biniville          | Hautteville-Bocage |
| Sainte-Colombe | Hautteville-Bocage | Hautteville-Bocage |

### Hydrographie
La commune est située dans le bassin Seine-Normandie. Elle est drainée par le cours d'eau 01 de la Loge Goulienne, le cours d'eau 01 du Boillebaudin et la Perruque,,.

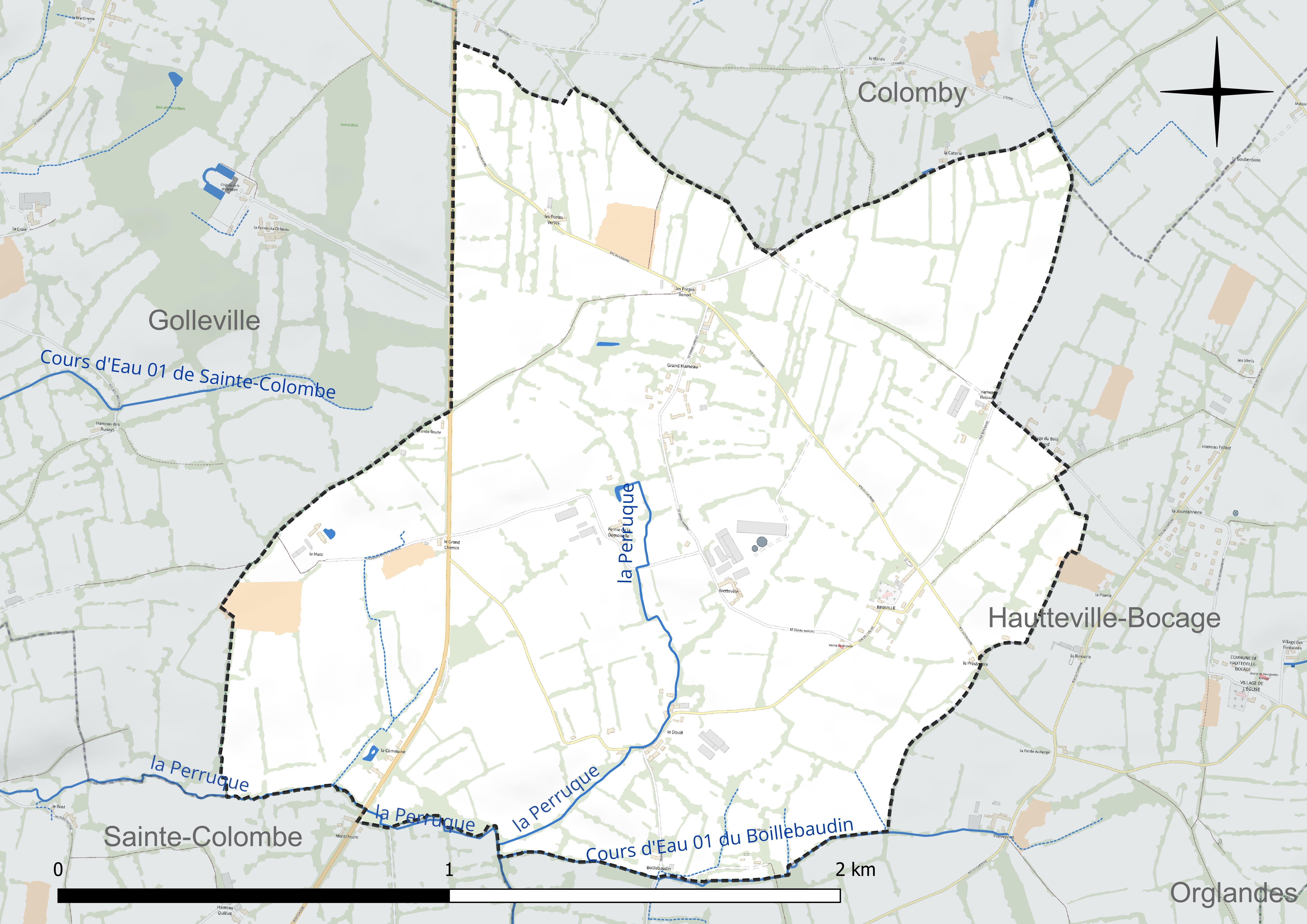
Réseau hydrographique de Biniville.

### Climat
Pour des articles plus généraux, voir Climat de la Normandie et Climat de la Manche.
En 2010, le climat de la commune est de type climat océanique franc, selon une étude du CNRS s'appuyant sur une série de données couvrant la période 1971-2000. En 2020, Météo-France publie une typologie des climats de la France métropolitaine dans laquelle la commune est exposée à un climat océanique et est dans la région climatique  Normandie (Cotentin, Orne), caractérisée par une pluviométrie relativement élevée (850 mm/a) et un été frais (15,5 °C) et venté. Parallèlement le GIEC normand, un groupe régional d'experts sur le climat, différencie quant à lui, dans une étude de 2020, trois grands types de climats pour la région Normandie, nuancés à une échelle plus fine par les facteurs géographiques locaux. La commune est, selon ce zonage, exposée à un « climat maritime », correspondant au Cotentin et à l'ouest du département de la Manche, frais, humide et pluvieux, où les contrastes pluviométrique et thermique sont parfois très prononcés en quelques kilomètres quand le relief est marqué.
Pour la période 1971-2000, la température annuelle moyenne est de 11,2 °C, avec une amplitude thermique annuelle de 11,1 °C. Le cumul annuel moyen de précipitations est de 810 mm, avec 13,4 jours de précipitations en janvier et 6,7 jours en juillet. Pour la période 1991-2020, la température moyenne annuelle observée sur la station météorologique la plus proche, située sur la commune de Sainte-Marie-du-Mont à 19 km à vol d'oiseau, est de 11,6 °C et le cumul annuel moyen de précipitations est de 890,0 mm,. Pour l'avenir, les paramètres climatiques de la commune estimés pour 2050 selon différents scénarios d'émission de gaz à effet de serre sont consultables sur un site dédié publié par Météo-France en novembre 2022.

## Urbanisme

### Typologie
Au 1er janvier 2024, Biniville est catégorisée commune rurale à habitat très dispersé, selon la nouvelle grille communale de densité à sept niveaux définie par l'Insee en 2022.
Elle est située hors unité urbaine. Par ailleurs la commune fait partie de l'aire d'attraction de Cherbourg-en-Cotentin, dont elle est une commune de la couronne,. Cette aire, qui regroupe 77 communes, est catégorisée dans les aires de 50 000 à moins de 200 000 habitants,.

### Occupation des sols
L'occupation des sols de la commune, telle qu'elle ressort de la base de données européenne d'occupation biophysique des sols Corine Land Cover (CLC), est marquée par l'importance des territoires agricoles (100 % en 2018), une proportion identique à celle de 1990 (100 %). La répartition détaillée en 2018 est la suivante : terres arables (50,2 %) ; prairies (49,8 %). L'évolution de l'occupation des sols de la commune et de ses infrastructures peut être observée sur les différentes représentations cartographiques du territoire : la carte de Cassini (XVIIIe siècle), la carte d'état-major (1820-1866) et les cartes ou photos aériennes de l'IGN pour la période actuelle (1950 à aujourd'hui).

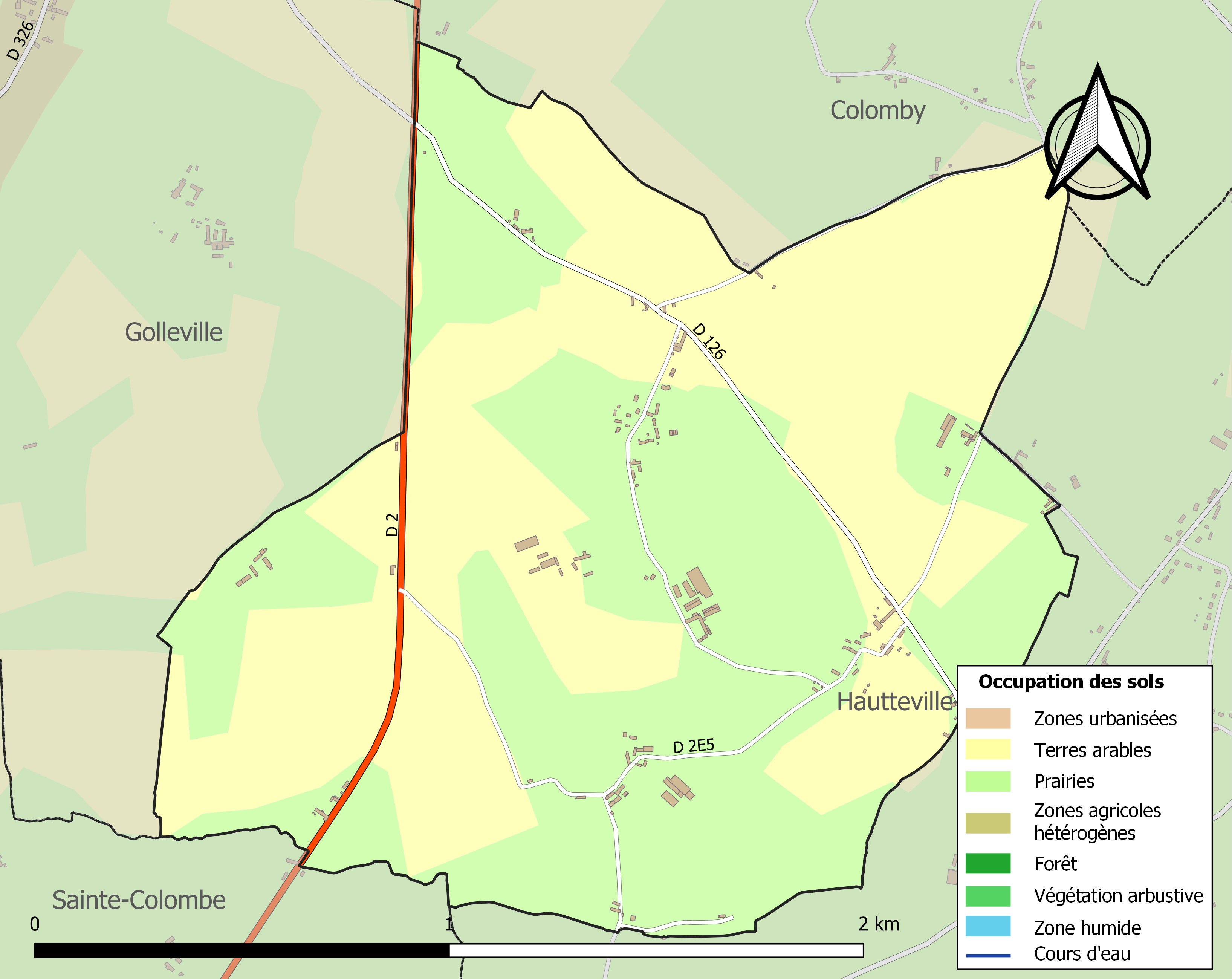
Carte des infrastructures et de l'occupation des sols de la commune en 2018 (CLC).

## Toponymie
Le nom de la localité est attesté sous les formes de Bernunuvilla (*Bernuinvilla) vers 1081, Bernienvilla en 1236, Berneevilla en 1250, Bernieville en 1273, Beneenvilla vers 1280 et Benyville en 1421.
Le toponyme est issu d'un anthroponyme germanique tel que Buni, Bernuwinus ou Bernwinus, et de l'ancien français ville dans son sens originel de « domaine rural » issu du latin villa rustica.
Le gentilé est Binivillais.

## Histoire
En mars 1331, Guillaume de Karetot, seigneur de Biniville, obtient du roi Philippe VI de Valois, et après enquête du bailli de Cotentin, Fauvel de Varecourt, une foire annuelle le jour de la Saint-Blaise (3 février).
André de Hennot (1732-1790), comte d'Octeville, fut en 1789 le dernier seigneur de Biniville.
Au cours de la Seconde Guerre mondiale, un champ d'aviation fut installé sur la commune.

## Politique et administration
| Période                                  | Période    | Identité          | Étiquette | Qualité  |
| ---------------------------------------- | ---------- | ----------------- | --------- | -------- |
| 1954                                     | 1980       | Marcel Josse      |           |          |
| 1980                                     | 1989       | Georges Scellier  |           |          |
| 1989                                     | mars 2008  | Clément Doguet    | SE        |          |
| mars 2008                                | avril 2014 | Marcel Josse      | SE        |          |
| avril 2014                               | En cours   | Nathalie Baldacci | SE        | Employée |
| Les données manquantes sont à compléter. |            |                   |           |          |

Le conseil municipal est composé de onze membres dont le maire et deux adjoints.

## Démographie
L'évolution du nombre d'habitants est connue à travers les recensements de la population effectués dans la commune depuis 1793. Pour les communes de moins de 10 000 habitants, une enquête de recensement portant sur toute la population est réalisée tous les cinq ans, les populations de référence des années intermédiaires étant quant à elles estimées par interpolation ou extrapolation. Pour la commune, le premier recensement exhaustif entrant dans le cadre du nouveau dispositif a été réalisé en 2007.
En 2022, la commune comptait 116 habitants, en évolution de +0,87 % par rapport à 2016 (Manche : −0,31 %, France hors Mayotte : +2,11 %).
| 1793 | 1800 | 1806 | 1821 | 1831 | 1836 | 1841 | 1846 | 1851 |
| ---- | ---- | ---- | ---- | ---- | ---- | ---- | ---- | ---- |
| 248  | 205  | 260  | 263  | 229  | 219  | 211  | 208  | 213  |

| 1856 | 1861 | 1866 | 1872 | 1876 | 1881 | 1886 | 1891 | 1896 |
| ---- | ---- | ---- | ---- | ---- | ---- | ---- | ---- | ---- |
| 197  | 192  | 180  | 177  | 164  | 176  | 176  | 154  | 141  |

| 1901 | 1906 | 1911 | 1921 | 1926 | 1931 | 1936 | 1946 | 1954 |
| ---- | ---- | ---- | ---- | ---- | ---- | ---- | ---- | ---- |
| 118  | 114  | 111  | 134  | 121  | 133  | 128  | 119  | 115  |

| 1962 | 1968 | 1975 | 1982 | 1990 | 1999 | 2006 | 2007 | 2012 |
| ---- | ---- | ---- | ---- | ---- | ---- | ---- | ---- | ---- |
| 110  | 89   | 103  | 105  | 95   | 89   | 92   | 92   | 113  |

| 2017 | 2022 | - | - | - | - | - | - | - |
| ---- | ---- | - | - | - | - | - | - | - |
| 114  | 116  | - | - | - | - | - | - | - |

## Lieux et monuments

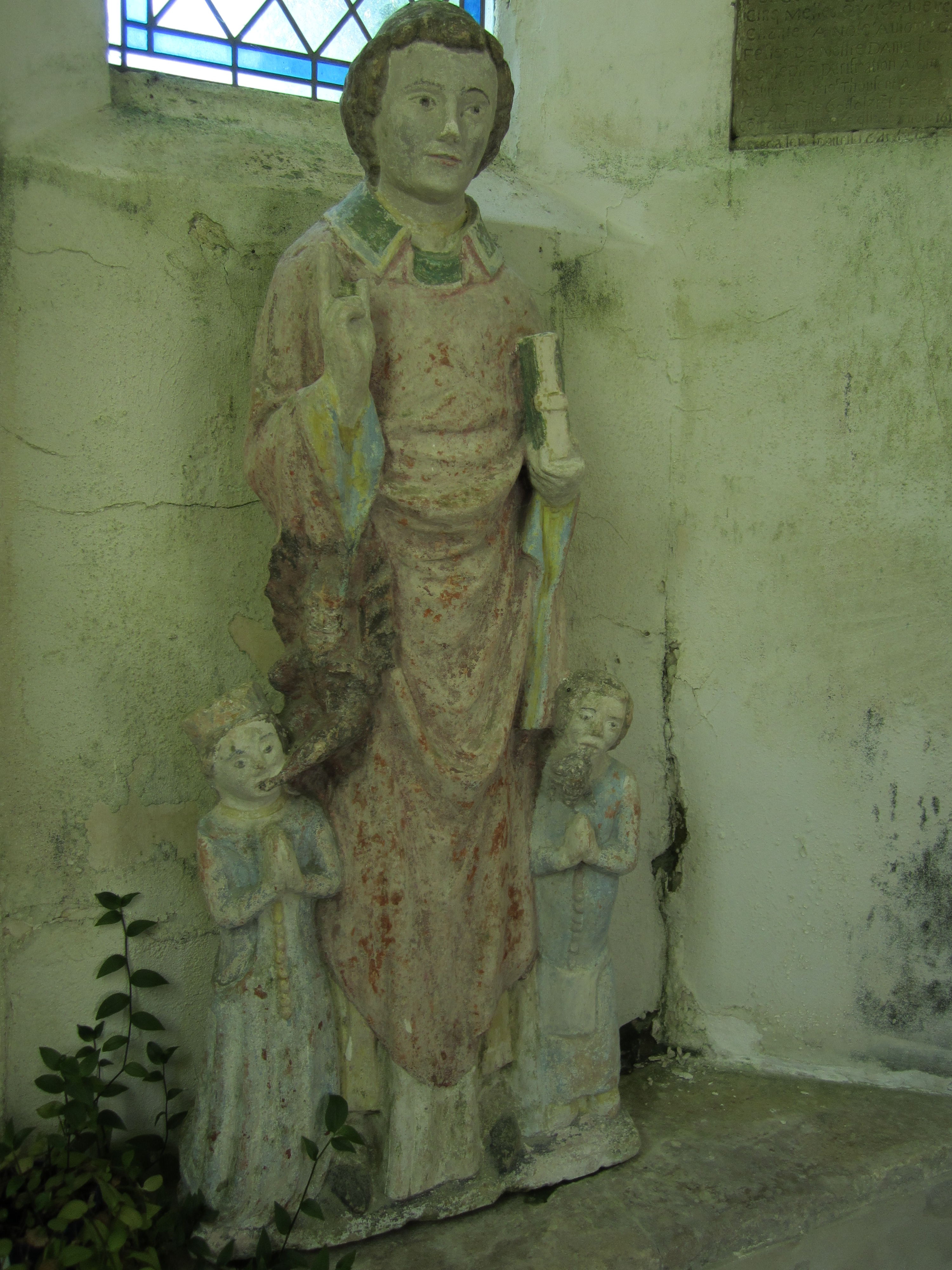
Saint Mathurin entre deux possédés.

- Église Saint-Pierre (XIIIe – XVe siècles). Elle abrite une sculpture du XVe saint Mathurin entre deux possédés, classée au titre objet aux monuments historiques[30]. Sont également conservés un maître-autel (XIXe), une chaire à prêcher (XVIIIe), une dalle funéraire d'un avocat avec écriture (XIIIe), des fonts baptismaux (XVIIe), une Vierge à l'Enfant (XVIe), une statue de sainte Marie-Madeleine (XVe), un tableau représentant la Cène (XIXe), et une verrière de Guays et Merigot (XXe)[22].
- Calvaire (XXe siècle) et croix de cimetière (XVIIIe siècle).
- Ferme-manoir de Brucheville (XXe siècle) à l'emplacement d'un manoir du XVIe siècle[23].